# Cadra
Cadra är ett släkte av fjärilar som beskrevs av Walker 1864. Cadra ingår i familjen mott.

## Bildgalleri

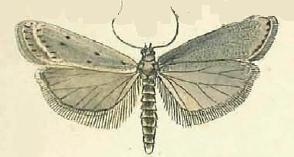

## Dottertaxa tillCadra, i alfabetisk ordning[1][2]
- Cadra abstersella
- Cadra acuta
- Cadra afflatella
- Cadra albidella
- Cadra amsella
- Cadra asiatella
- Cadra bacillella
- Cadra baptella
- Cadra bizonella
- Cadra buchwelli
- Cadra cahiritella
- Cadra calidella
- Cadra calonella
- Cadra cautella
- Cadra clothella
- Cadra constrictella
- Cadra corniculata
- Cadra defectella
- Cadra delattinella
- Cadra desuetella
- Cadra ernestinella
- Cadra ficella
- Cadra ficulella
- Cadra figulilella
- Cadra formosella
- Cadra furcatella
- Cadra gypsella
- Cadra habenella
- Cadra halfaella
- Cadra inductella
- Cadra interfusella
- Cadra intricata
- Cadra irakella
- Cadra irroratella
- Cadra liguriella
- Cadra milleri
- Cadra nubiella
- Cadra passulella
- Cadra perfasciata
- Cadra philemonella
- Cadra ragonotella
- Cadra reductella
- Cadra reniformis
- Cadra rotundatella
- Cadra rugosa
- Cadra stenopterella
- Cadra uniformella
- Cadra venosella
- Cadra xanthotricha
- Cadra zenggiella
- Cadra zosteriella